# Bebu Silvetti
Juan Fernando Silvetti Adorno, noto come Bebu Silvetti o semplicemente Silvetti (Quilmes, 27 marzo 1944 – Miami, 5 luglio 2003), è stato un pianista, compositore, direttore d'orchestra, arrangiatore e produttore discografico argentino naturalizzato messicano.
Viene ricordato per il suo brano di successo del 1976 Lluvia de primavera, meglio conosciuto con il suo titolo inglese Spring Rain, che entrò nelle classifiche. Produsse inoltre molti artisti e ricevette alcuni riconoscimenti, tra cui un Latin Grammy postumo.

## Biografia
Silvetti nacque nel 1944 a Quilmes, nella provincia argentina di Buenos Aires, a circa 17 chilometri dalla capitale. Iniziò a studiare pianoforte all'età di sei anni. Durante l'adolescenza, fondò vari gruppi musicali tra cui un quartetto jazz. Dopo essere divenuto maggiorenne, emigrò in Spagna dove rimase alcuni anni, lavorando come pianista in alcuni dei club jazz più famosi dell'epoca.
All'inizio degli anni 1970, si trasferì in Messico, acquisendone la nazionalità, lavorando come arrangiatore e compositore. Lì registrò il suo primo album World Without Words (1976), contenente il brano disco strumentale Lluvia de primavera, meglio conosciuto con il suo titolo inglese Spring Rain. Grazie al remix del produttore Tom Moulton, Spring Rain raggiunse la posizione numero 4 della classifica dance di Billboard e sarà oggetto di remix, come quello realizzato da Yoshitaka Nishimura per il videogioco musicale Beatmania IIDX 13 DistorteD (2006).
Proseguì la sua carriera di produttore anche negli Stati Uniti: si trasferì a Los Angeles, rimanendovi 10 anni e, successivamente, a Miami.
Nel 2001 venne inserito al primo posto della classifica dedicata ai migliori produttori stilata da Hot Latin Tracks. L'anno seguente ricevette il premio "produttore dell'anno" dalla rivista Billboard.
Bebu Silvetti morì nel 2003 all'età di 59 anni per insufficienza respiratoria causata da complicazioni dovute al trattamento del cancro ai polmoni. Al momento del decesso, stando ad alcune fonti, aveva composto più di 600 canzoni, oltre 200 spot televisivi e radiofonici e una serie di colonne sonore di film, serie TV e telenovele. Tra i molti artisti da lui prodotti figurano José José, Plácido Domingo, Luis Miguel, Paul Anka, Engelbert Humperdinck, Vikki Carr, Ana Cristina, Roberto Carlos Braga, Rocío Dúrcal, Rocío Jurado, Jerry Rivera, Tamara, Los Kjarkas, Daniela Romo, Armando Manzanero, José Luis Perales, Daniel Barenboim, Juan Gabriel, Maggie Carles, Los Nocheros, Marco Antonio Solís, Ricardo Montaner, Paloma San Basilio, Raúl di Blasio, Vic Damone e Selena.
Nel 2004 gli venne conferito postumo il Latin Grammy Award di produttore dell'anno 2003 dopo aver prodotto Hasta Que Vuelvas di Luis Miguel, Quién Da un Peso Por Mis Sueños di Armando Manzanero, con Alex Lora, e per gli album En Concierto... Inolvidable di Rocío Dúrcal e Suma di Ricardo Montaner.

## Vita privata
Bebu Silvetti era padre di sei figli, tra cui l'attrice Anna Silvetti.

## Discografia parziale

### Album in studio
- 1976 – World Without Words
- 1976 – Super Disco Sound
- 1977 – The Sensuous Sound of Silvetti: Spring Rain
- 1978 – Concert drom the Stars
- 1980 – Silvetti en México
- 1994 – Lluvia de primavera
- 1997 – Íntimos (con Armando Manzanero)
- 2006 – Boleros Eternos (con Carlos Greco)